# Артамонов, Владимир Александрович (Герой Социалистического Труда)
Влади́мир Алекса́ндрович Артамо́нов (1924—2010) — советский государственный и партийный деятель, Герой Социалистического Труда (1971).

## Биография
Родился 14 июля 1924 года в городе Нижний Ломов (ныне — Пензенская область) в семье рабочего-кузнеца. Русский. Учился в нижнеломовской средней школе № 2.
С началом Великой Отечественной войны, в 1941 году, мобилизован на эвакуированный с Украины в Нижний Ломов военный завод № 255 (ЭМЗ), где работал жестянщиком, шофёром и диспетчером автомобильной колонны. В 1950 году уехал учиться в Кривой Рог, в горнорудный институт, получил специальность горный инженер. В 1955 году, по окончании института, работал горным мастером шахты «Гигант» рудоуправления им. Ф. Э. Дзержинского. В 1952 году вступил в КПСС.

### Трудовой путь
- 1955—1960 — заведующий промышленно-транспортным отделом Криворожского горкома Компартии Украины;
- 1960—1965 — первый секретарь Жовтневого райкома Компартии Украины;
- 1965—1967 — второй секретарь Криворожского горкома Компартии Украины;
- 1967—1973 — первый секретарь Криворожского горкома Компартии Украины;
- 1973—1977 — второй секретарь Одесского обкома Компартии Украины;
- 1977—1988 — первый заместитель председателя Комитета народного контроля УССР в Киеве;
- 1988—1991 — секретарь правления Союза экономистов УССР;
- 1991—1999 — ведущий инженер отдела нерудной промышленности Управления стройиндустрии и промстройматериалов корпорации «Украгропромбуд».

С 1990 года на пенсии.
Владимир Артамонов — единственный Герой Социалистического Труда на территории СССР — 1-й секретарь горкома КПУ. Делегат XXIV и XXV съездов КПСС (1971, 1976), четырёх съездов КПУ. Член ЦК Компартии Украины (1971—1981). Избирался депутатом Верховного Совета УССР (1971—1980).
Руководил открытием пяти СПТУ в Кривом Роге, строительством Доменной печи № 9.
Член совета Организации ветеранов Украины, делегат IV и V съездов ветеранов. Избирался Председателем Совета Героев Социалистического Труда Киева.
Умер в июле 2010 года в Киеве. Похоронен вместе с семьей на Байковом кладбище Киева (участок № 49а).

## Награды
- 1958 — орден «Знак Почёта»;
- 1966 — орден Трудового Красного Знамени;
- 1971 — Герой Социалистического Труда — указом Президиума Верховного Совета СССР от 30 марта 1971 года за выдающиеся успехи, достигнутые в выполнении заданий пятилетнего плана по развитию чёрной металлургии, с вручением ордена Ленина и золотой медали «Серп и Молот»;
- 1974 — Почётная грамота Президиума Верховного Совета УССР;
- 1976 — орден Октябрьской Революции;
- Почётная грамота Президиума Верховного Совета УССР;
- семь медалей.

## Память
- Имя на Стеле Героев в Кривом Роге.